# Il Capitan Fracassa
Il Capitan Fracassa (titolo originale Le capitaine Fracasse) è un romanzo d'appendice di Théophile Gautier pubblicato a puntate, dal 25 dicembre 1861 al 30 giugno 1863 sulla Revue Nationale et Étrangère; nello stesso 1863 fu pubblicata la prima edizione in volume; due anni dopo si ebbe un'edizione illustrata dal Dorè che divenne molto popolare.

## Trama
La storia si svolge in Francia, nella prima metà del XVII sec., sotto il regno di Luigi XIII. Il giovane barone di Sigognac, ultimo povero discendente di una nobilissima famiglia, vive miseramente tra le rovine dell'avito castello in Guascogna. Approfittando del passaggio di una compagnia di attori diretti a Parigi accetta l'invito di seguirli per recarsi dal re ad implorare un aiuto. 
La morte, durante una tempesta, dell'attore che interpreta il ruolo di Matamoro lascia la compagnia in grandi difficoltà, ma Sigognac decide di sostituirlo, utilizzando lo pseudonimo di Capitan Fracassa. Il nuovo personaggio creato riscuote immediatamente un enorme successo. 
Nel tragitto Sigognac si innamora della giovane Isabella, una delle attrici della compagnia, che è però anche appetita dal duca di Vallombrosa, presuntuoso e prepotente. Da quel momento sarà una lotta senza quartiere tra i due nobili. Vallombrosa invia degli sgherri per eliminare il giovane ma vengono sconfitti. Il marchese di Bruyères, un amico di Sigognac, organizza un duello tra il duca ed il barone, che risulta vincitore. Vallombrosa non accetta la sconfitta e qualche tempo dopo mette in atto il rapimento di Isabella, che viene rinchiusa nel castello del principe di Vallombrosa, padre del duca.
Sigognac, aiutato da alcuni attori, riesce a liberare la fanciulla ma nel combattimento ferisce gravemente il duca e, credendo di averlo ucciso, fugge e ritorna nel suo decrepito castello. Nel frattempo il principe di Vallombrosa, padre del duca, vedendo l'anello che Isabella porta, riconosce in lei la figlia che vent'anni prima era nata da una sua relazione con un'orgogliosa attrice. Il duca e la ragazza sono perciò fratello e sorella. Isabella potrà quindi sposare il barone che grazie all'aiuto del principe e del duca potrà riconquistare il rango perduto. Alla fine, Belzebù, il gatto di Sigognac, muore, e sotterrandolo si scopre un tesoro che farà diventare ricco il barone.

## Trama dettagliata
Il libro si compone di 22 capitoli che raccolgono le puntate settimanali comparse sulla rivista. Come era regola nel romanzo d'appendice, molto spesso il capitolo viene interrotto nel momento culminante dell'azione o quando è chiaro che sta per succedere qualcosa d'importante.

### Cap.1 - Il castello della miseria
Viene descritto lo stato di decadenza in cui versa l'antico castello, ultimo possedimento della nobile famiglia dei Sigognac, un tempo potentissima ma ormai caduta in disgrazia. Gli abitanti del castello sono: un gatto di nome Belzebù, a cui sono state mozzate orecchie e coda, dandogli quindi un aspetto alquanto particolare, Miraut, un cane legato all'esterno, il cavallo Baiardo, nella stalla, l'anziano Pietro, unico servo rimasto, e il proprietario, il giovane barone di Sigognac, che vive abulicamente senza speranze per il futuro.

### Cap.2 - Il carro di Tespi
L'arrivo di una compagnia di commedianti, che hanno smarrito la strada e chiedono asilo per la notte, interrompe la monotonia della vita del castello, e permette finalmente al barone di consumare una cena decente, col cibo portato dagli attori. Durante la cena, Sigognac ha modo di osservare i componenti della compagnia.

La venticinquenne Serafina è la prima attrice, giovane e civettuola; il fatto di interpretare spesso ruoli di regina ne ha fatto assumere il portamento anche nella vita reale (questa è una caratteristica che accomuna anche gli altri attori, che tendono a comportarsi nella vita come sulla scena); Isabella, la più giovane della compagnia, specializzata nel ruolo d'Ingenua; Zerbina, la Servetta, una bruna spagnola; l'anziana Donna Leonarda, Madre Nobile della compagnia. Le parti maschili sono invece interpretate dal vecchio Blazius, il Pedante, che non poteva dire una cosa se non infarcendola di citazioni o motti; il fatuo Leandro, attor giovane; Scapino, specializzato nei ruoli che richiedevano astuzia e furberia; il capocomico Erode, il Tiranno, un omaccione che nascondeva dentro ad un aspetto da orco un animo buono e gentile; Matamoro, dall'aspetto segaligno e sempre acconciato come un grottesco guerriero.

In breve il barone diviene amico degli attori che lo convincono ad unirsi a loro per raggiungere Parigi, dove certamente sarebbe riuscito a far valere le sue doti ed a ridare lustro al suo blasone. L'indomani il carro riparte e a guardia del castello e delle bestie resta Pietro, assai abbattuto per non aver potuto seguire il padrone.

### Cap.3 - La locanda del "Sole Turchino"
La prima tappa del viaggio è in un desolato villaggio, il cui solo edificio decente è la locanda dove i nostri eroi fanno la conoscenza dell'esuberante Marchese de la Bruyères che li invita, l'indomani, al suo castello per mettere in scena una commedia, intravedendo anche la possibilità di un'avventura galante con una o più delle attrici. 
Tra Sigognac ed Isabella, intanto, la simpatia che i due hanno immediatamente provato l'uno per l'altra si sta rapidamente trasformando in amore. 

### Cap.4 - Spauracchi
L'arrivo della compagnia nel paesino non è sfuggito a Chiquita, una giovane che, fingendo di dormire su di una panca ha spiato tutti i personaggi, restando colpita in particolar modo dalla collana di perle indossata da Isabella.
Immediatamente Chiquita corre ad avvertire il suo compare, il bandito Agostino, che si nasconde un po' fuori dal paese, derubando i passanti. Poiché tutto il resto della sua banda è stato catturato e giustiziato, egli ha dovuto sostituirli con alcuni fantocci che, alla bisogna piazza tra gli alberi ai lati della strada, contando sul fatto che i malcapitati siano così spaventati da non notare che non si tratta di malfattori in carne ed ossa.
Il mattino successivo, quando il carro con gli attori passa di lì, spara un colpo d'archibugio e, armato di un coltellaccio, intima loro di consegnare tutti i denari, ma non ha fatto i conti con Sigognac che, sguainata la spada, si getta su di lui ed in breve, con l'aiuto degli altri uomini, ripresisi dallo spavento iniziale, ha la meglio sul malfattore e su Chiquita, che impavidamente è corsa ad aiutarlo. Resisi conto che in fondo Agostino è a modo suo un attore come loro, che imbastisce una commedia per sbarcare il lunario, gli attori decidono di non consegnarlo alla giustizia, anzi gli donano qualche soldo. Isabella regala la collana (ovviamente falsa) a Chiquita, la quale, entusiasta, le giura che non l'avrebbe mai uccisa. I nostri ripartono verso il castello di Bruyères, mentre Agostino torna a nascondere i suoi fantocci che torneranno utili per i prossimi agguati.

### Cap.5 - Al castello del Marchese
Al castello i comici vengono trattati come personaggi d'alto rango e alloggiati nelle stanze riservate agli ospiti di riguardo. Sigognac è dispiaciuto per non potersi presentare al cospetto del marchese con abiti consoni al suo lignaggio. Blazius tuttavia scova tra gli abiti di scena qualcosa di adatto, trasformandolo rapidamente in un perfetto gentiluomo.
Tra Serafina e Zerbina, nel frattempo è in corso una guerra segreta per conquistare le attenzioni del marchese, guerra che va però evolvendo rapidamente verso una vittoria della seconda.
Maria, la moglie del marchese, vive una vita disgiunta da quella del marito, e abita in un alloggio separato. Tra gli attori, ha messo gli occhi su Leandro, lanciandogli occhiate appassionate che non sono sfuggite al giovane; questi invia una missiva amorosa alla piacente marchesa, ma la lettera viene intercettata dal marito.
La commedia messa in scena dalla compagnia, Le spacconate del capitan Matamoro, ha attirato tutti i nobili dei dintorni, convenuti al castello per assistere all'inatteso spettacolo. Il successo è notevole e tutti si congratulano con gli attori e col marchese. Sigognac però non ha avuto occhi che per Isabella e, dopo lo spettacolo, nella serra del castello le dichiara il suo amore. Riaccompagnandola in camera si accorge che un personaggio intabarrato, somigliante al marchese, si nasconde nell'ombra e cerca di non farsi vedere mentre si intrufola nella stanza di Zerbina. Prima di tale avventura però, Bruyères aveva dato ordine a quattro servi di travestirsi e recarsi al luogo dell'appuntamento in cui Leandro attendeva la marchesa, e riempire di bastonate il malcapitato attore.
L'indomani la compagnia che ha ricevuto un buon compenso per lo spettacolo, riparte con gran rimpianto di tutti gli attori, tranne Leandro, dolorante per le botte ricevute, che cerca inutilmente di nascondere i lividi.

### Cap.6 - Effetto di neve
Percorsi pochi chilometri, gli attori incontrano alcuni servi con dei muli che li stanno aspettando, anzi stanno aspettando Zerbina per condurla ad una nuova vita. Con loro grande stupore, la Servetta li saluta e se ne va. La compagnia ha perso un elemento importante, ma modificando le trame potrà continuare a recitare le solite commedie.
Segue un periodo poco fortunato ed i denari del marchese sono quasi terminati: la compagnia ha dovuto vendere tre dei quattro cavalli ed ora arranca stancamente nei dintorni di Poitiers. Per rendere meno dura la fatica gli uomini seguono il carro a piedi, c'è un vento fortissimo che rende difficile il cammino, soprattutto allo scarno Matamoro che pian piano resta indietro. È inverno e la notte scende rapidamente, sorprendendoli ancora in aperta campagna. D'improvviso si scatena una bufera di neve che li obbliga a fermare il carro ed a rifugiarsi tutti dentro, cercando di scaldarsi l'un l'altro. Quando la tempesta termina ci si accorge della mancanza di Matamoro; Sigognac, Erode e Blazius partono alla ricerca, e dopo poco lo trovano appoggiato ad un albero, semisepolto dalla neve ed ormai morto assiderato. Portano il cadavere fino al carro per sottrarlo agli animali notturni, e poi ripartono per il paese dove riescono a trovare una locanda per passare la notte, anche se quasi nessuno riesce a chiudere occhio.
L'indomani vanno a seppellire il povero Matamoro in uno squallido campo, fuori dal paese, perché la chiesa non permetteva agli attori la sepoltura in terra consacrata. La triste cerimonia viene interrotta da alcuni villici che, credendoli ugonotti, li assalgono. Grazie alla spada del barone e al bastone di Erode i villici vengono respinti ma, per timore che possano tornare in forze, la compagnia decide di partire in tutta fretta.

### Cap.7 - Nel quale il romanzo giustifica il proprio titolo
Giunta a distanza di sicurezza, la compagnia si ferma per una colazione che si arricchisce inaspettatamente grazie ad un'oca catturata da Scapino. Il futuro non sembra promettere nulla di positivo, vista la perdita di due attori in un breve lasso di tempo, ma Sigognac stupisce tutti proponendosi come sostituto di Matamoro, per non dover continuare ad approfittare della generosità dei comici. Il suo personaggio si chiamerà Capitan Fracassa. In attesa di arrivare in città, il gruppo decide di allestire qualche recita per i contadini della zona, accettando in pagamento generi di prima necessità.
Le lande lungo il percorso si dimostrano però inospitali: non si incontrano luoghi abitati. Quando cala la notte e la neve ricomincia a cadere, il ronzino stremato dalla fatica e dal gelo stramazza al suolo, esalando l'ultimo respiro. La situazione sembra ancora estremamente difficile, ma qualcuno intravede una luce in lontananza. Tutti abbandonano il carro e dopo una dura camminata nella neve fresca raggiungono il cascinale che risulta essere proprietà di un vecchio amico e compagno di Blazius. Si tratta dell'ex-attore Bellombre ritiratosi dalle scene all'apice del successo, che ora amministra la tenuta lasciatagli in eredità dal padre. Egli accoglie e rifocilla la compagnia e mette a loro disposizione una stalla per organizzare lo spettacolo.
Nel frattempo il carro rimasto sulla strada viene usato come rifugio da Agostino e Chiquita che, stanchi di restare in attesa di prede su una strada poco battuta, hanno deciso di trasferirsi anche loro a Parigi. Dopo essersi riposati per qualche ora devono ripartire alle prime luci dell'alba, preoccupati dall'arrivo dei lupi attirati dal cavallo morto.
Al mattino Bellombre manda un servo con due cavalli a riprendere il carro e gli attori possono provare la nuova commedia, Le spacconate del capitan Fracassa. Sigognac si dimostra subito un buon attore e, seguendo i consigli di Bellombre, mette in breve a fuoco il carattere del suo personaggio: tronfio e fanfarone quando è lontano dal pericolo, vigliacco e pauroso quando questo si avvicina. Nel pomeriggio la rappresentazione ha luogo con un buon successo, fruttando denaro e vivande.

### Cap.8 - Le cose si complicano
L'indomani al momento della partenza, Bellombre dona agli attori un buon gruzzolo (100 pistole) asserendo che a lui, che vive in campagna non serviranno mai; in più presta loro due magnifici cavalli con finimenti che permetteranno alla compagnia di fare un'entrata trionfale a Poitiers e di andare ad installarsi alle Armi di Francia, il miglior albergo della città.
Si appronta così la messa in scena dello spettacolo, che questa volta sarà doppio. Oltre all'opera comica ve ne sarà anche una seria, il Ligdamo e Lidia. Inaspettatamente in albergo arriva Zerbina, riccamente vestita e con un armigero a disposizione per proteggere lei e i suoi averi. Il marchese l'aveva portata a vivere in una sua proprietà, situata in un luogo appartato, che adoperava come luogo di piacere, inondandola di regali. Ma dopo poco tempo lei aveva cominciato a sentire la nostalgia della vita errante dell'attrice, ed anche il marchese aveva scoperto di preferire un'attrice, che poteva impersonare decine di donne diverse, ad un'amante di routine, per cui era ripartita per raggiungerli e ricominciare a recitare, e certamente il marchese, presto l'avrebbe seguita. Con gioia di tutti (tranne di Serafina, ancora invidiosa che il marchese non avesse scelto lei) Zerbina riprende il suo ruolo nella compagnia. 
All'albergo intanto, Isabella viene notata dal duca di Vallombrosa, un bellimbusto locale che decide di farla sua, certo del suo fascino e di quello del suo titolo. Si presenta quindi prima della prova generale e corteggia sfacciatamente la giovane, arrivando fino a tentare di palparle il seno e provocando così la reazione risentita di Sigognac, già mascherato per la rappresentazione. I due arrivano quasi alle mani ma poi il duca se ne va affermando che non può sporcarsi le mani con i plebei e che incaricherà qualche suo servo di bastonarlo a dovere. Appena ritornato al suo palazzo, dà infatti ordine a quattro nerboruti servitori di munirsi di randelli e di andare ad aspettare il capitan Fracassa all'uscita delle prove per dargli una bella lezione.

### Cap.9 - Stoccate, bastonate e avventure diverse
Le prove terminano quando ormai è buio, ma gli attori, sospettando l'agguato, si dividono per raggiungere l'albergo: prima andranno le donne con Blazius e Leandro, poi seguiranno Sigognac armato con la pesante spada di scena che era stata di Matamoro, Erode con una clava che portava sempre con sé e Scapino, a mani nude, ma che può far conto sulla sua prestanza fisica. Quando i tre giungono sul luogo dell'imboscata, i servi del duca balzano fuori urlando, pensando di spaventarli ed avere buon gioco, ma Sigognac ne sistema due con un paio di colpi di spadone che li lasciano a terra doloranti, Scapino fa volare un terzo mandandolo a sbattere con la testa sul selciato, il quarto riceve alcune bastonate dal capocomico che lo fa fuggire a gambe levate e con una spalla slogata.
Quando Vallombrosa, incredulo, apprende del fallimento della spedizione, va su tutte le furie, e minaccia di punire i quattro, rimandandoli in galera, da cui li aveva strappati proprio per compiere imprese come quella appena fallita, quindi, senza cenare, va a letto, dove passa una notte in bianco, per la rabbia, lo scorno ed i mille progetti per vendicare l'onta.
L'atmosfera è completamente diversa all'albergo, dove il resto della compagnia era in pena, finché i tre non arrivano narrando della vittoria riportata. Più in pena di tutti era Isabella, preoccupata per Sigognac. Dopo che tutti sono andati a letto, Sigognac resta solo a meditare sul da farsi e prende la decisione di sfidare il duca a duello, ma gli serve un padrino di rango. Poiché nel frattempo il marchese di Bruyères ha raggiunto la sua Zerbina, si reca nella stanza dell'attrice, dove i due stanno cenando, e scusandosi per l'intromissione, gli chiede di essere suo padrino. Il marchese accetta e l'indomani mattina, di buon'ora, si presenta al palazzo Vallombrosa per lanciare la sfida. Dopo essersi assicurato che dietro la maschera del comico si celasse veramente un nobile d'alto lignaggio, il duca accetta. Si stabilisce che il combattimento avverrà l'indomani, l'arma scelta è la spada con cui il duca si ritiene infallibile, anche grazie agli insegnamenti di un mastro d'arma napoletano che gli ha svelato il segreto di un colpo imparabile, che fino ad allora gli aveva sempre permesso di uscire vittorioso da tutti gli scontri.
Alle tre del pomeriggio ha luogo lo spettacolo, che ha attirato tutta la nobiltà locale e dei dintorni, ed è un successo totale. All'alba poi, si svolge il duello, che termina con la vittoria di Sigognac. In tutti quegli anni, non avendo molto altro da fare, si era dedicato costantemente alla scherma sotto la guida di Pietro che, prima di essere un servo, era stato maestro in quell'arte, e tanto si era allenato da divenire senza saperlo uno dei migliori spadaccini di Francia. Il duca riporta una ferita all'avambraccio che, pur non molto grave, gli impedisce di tenere la spada in mano, ed il barone con gesto di grande nobiltà, ferma il suo attacco, anche se il duello era stato dichiarato all'ultimo sangue.

### Cap.10 - Una testa alla finestrella
Appena riportato al palazzo, livido per il dolore e l'onta subita, Vallombrosa ricomincia a progettare piani per uccidere Sigognac e far sua Isabella.
Intanto, nonostante i protagonisti non abbiano fatto parola, la notizia del duello e del ferimento di Vallombrosa ha fatto il giro della città, cosicché alla nuova rappresentazione si presenta un pubblico ancora più folto. Anche il successo è ancora più grande, soprattutto quello del Capitan Fracassa che strappa applausi scroscianti al solo apparire in scena, dato che molti erano coloro che non sopportavano Vallombrosa o che da lui avevano ricevuto torti ed insolenze.
Dopo lo spettacolo Isabella in un colloquio con Sigognac, venuto a trovarla nella sua camera, gli dice che pur amandolo non potrà mai essere sua moglie, in quanto non nobile. Il barone se ne va amareggiato; Isabella rimasta sola, non riesce ad addormentarsi e ad un certo punto della notte vede comparire, tra le grate di un finestrotto, un volto conosciuto: è quello di Chiquita che, con l'agilità di un sorcio riesce ad insinuarsi e ad entrare. Allo stupore di Isabella si aggiunge quello di Chiquita che ancora porta al collo la collana donatale dall'attrice. In breve le racconta il perché di quella intrusione: lei e Agostino erano stati assoldati da un nobile locale, insieme ad altri banditi, per rapirla, il ruolo di Chiquita sarebbe stato quello di introdursi nella stanza per aprire la porta e permettere agli scherani di entrare e portarla via. Non era stato detto loro il nome della vittima, ma ora che l'aveva riconosciuta, Chiquita non poteva mancare al giuramento fatto, perciò sarebbe tornata dai complici dicendo che il rapimento era impossibile, perché con Isabella c'era un uomo. In più le insegna anche come accoltellare eventuali assalitori, quindi rinnovandole il giuramento di eterna protezione, se ne torna da dove era venuta. Ovviamente Isabella non riesce più a chiudere occhio; al mattino racconta l'avventura al resto della compagnia, che decide di partire l'indomani. 

### Cap.11 - Il Ponte Nuovo
Il viaggio fino a Parigi avviene senza episodi degni di rilievo essenziale, la compagnia si ferma a Tours ed Orléans per qualche giorno e finalmente, in una sera d'inverno giunge alla capitale dove si sistema in uno dei migliori alberghi.
Sigognac nota che nell'hotel risiede anche uno scherano dai tratti familiari, che però non riconosce; poiché gli desta un senso di pericolo, decide di stare in guardia. La sera dopo aver accompagnato Isabella in camera, si accorge che il losco figuro li stava spiando e più tardi nota l'arrivo di altri tre personaggi intabarrati che si uniscono al primo, a questo punto capisce che costoro sono gli stessi che gli avevano teso l'agguato. È chiaro che stanno tramando qualcosa ai suoi danni, quindi anziché dormire si prepara, illumina con molte candele la sua stanza e lasciando la porta aperta si siede in bella vista armato con la spada ed un coltellaccio. Verso le due di notte, effettivamente i quattro si presentano alla sua porta, ma stupiti di trovarlo così armato, fingono di essere di passaggio e si affrettano a lasciare l'albergo.
L'indomani, dopo aver avvertito i compagni che il pericolo non è cessato e che probabilmente Vallombrosa sta ancora tramando, si reca, sotto la guida di Erode, a visitare la città che non conosceva. Nei pressi del Ponte Nuovo resta sbalordito dalle bellezze architettoniche e dall'incredibile guazzabuglio umano. Riesce anche ad intravedere il re, che gli pare soltanto un triste ometto, e si domanda come potrà mai far sì che il sovrano lo noti in mezzo a quella marea di persone. Forse le sue speranze sono state troppo ardite!
Un paio di episodi lo turbano: dapprima scoppia una rissa a colpi di spada nelle loro vicinanze, ma è evidente che i partecipanti stanno fingendo. Guardandoli meglio riconosce i quattro bravi del duca, che quando si accorgono che Sigognac e l'amico si allontanano, si rappacificano rapidamente: evidentemente era stato un tentativo di tirarlo in mezzo per eliminarlo. Poco dopo una carrozza di passaggio cerca di travolgerlo, e nonostante i vetri oscurati non abbiano permesso di vedere chi ci fosse all'interno, Erode gli dice di essere convinto trattarsi di Vallombrosa. Sigognac è incredulo che un nobile possa comportarsi in modo tanto vile, ma per prudenza decide di rafforzare la guardia. Ne ha ben donde perché nel pomeriggio, visti falliti tutti i loro tentativi, gli sgherri del duca ingaggiano Giacomo Lampourde, il più abile spadaccino di Parigi, col compito di eliminare il barone.

### Cap.12 - Il "Ravanello Incoronato"
Lampourde si reca a spendere i soldi avuti come anticipo in una bettola frequentata da vari personaggi. Qui incontra un suo vecchio compagno di avventura, Malartic, che assolda per l'impresa, ed incarica, visto che oltre all'assassinio del capitan Fracassa c'è pure da portar a termine il rapimento d'Isabella, di trovare ancora qualche altro uomo.
Nel corso della discussione, i due assistono alla prova di bravura di un lanciatore di coltello, che, per scommessa, fa più volte conficcare il suo coltellaccio a pochi millimetri da una fanciulla. Anche se essi non li conoscono, sono Agostino e Chiquita.

### Cap.13 - Doppio assalto
Il duca di Vallombrosa ormai non viveva che per due scopi: uccidere Sigognac e conquistare Isabella. Quest'ultimo gli era dettato, più che dall'amore verso la fanciulla, dall'amor proprio, giacché non sopportava di essere sconfitto.
Aveva fatto giungere alla ragazza doni ricchissimi che erano stati rifiutati, il tentativo di rapimento era fallito prima d'iniziare. La situazione sembrava in stallo, ma il duca non era uomo da perdersi d'animo e quindi mentre da un canto aveva assoldato nuovi scherani per ritentare il colpo, dall'altro, su suggerimento di Donna Leonarda, sua "quinta colonna" all'interno della compagnia, aveva deciso di mettere in atto tutte le sue arti di seduttore. Si presenta ad Isabella in pompa magna e le confessa ancora una volta il suo amore, dichiarandosi suo schiavo, pronto ad esaudire ogni suo desiderio. Ottiene però solo cortesi rifiuti e richieste di andarsene, spazientito il duca cerca di spingersi più oltre, ma il dialogo viene interrotto dall'arrivo degli altri attori (manca solo Sigognac andato a provare un nuovo costume) che vengono a chiamare Isabella per le prove. Infuriato Vallombrosa se ne va salutando minacciosamente.
Nello stesso pomeriggio, Sigognac viene affrontato da Lampourde che lo ingaggia a duello. Nel corso della sfida, il malfattore resta affascinato dallo stile di combattimento del barone. Per Lampourde la scherma era l'unica cosa che contasse nella vita, tanto che nello squallido appartamento dove viveva, le uniche cose che lui curava con amore ossessivo erano le sue preziose spade, fabbricate dai migliori armaioli d'Europa. Dimenticato il vero scopo dello scontro, egli si appassiona sempre più alle doti del barone, provando su di lui tutti i colpi ed i trucchi che conosce, e restando via via più sorpreso dalle parate e controstoccate dell'avversario. Quando decide di mettere in atto la mossa segreta che gli aveva sempre permesso di trionfare sui migliori spadaccini incontrati, Sigognac riesce a pararla, spezzando anche la lama del sicario. Ammirato Lampourde, s'inchina, dichiarandosi da quel momento servitore del barone, e confessando che aveva ricevuto dei soldi per eliminarlo. Soldi che avrebbe restituito in quanto non aveva portato a termine il lavoro.

### Cap.14 - Gli scrupoli di Lampourde
La sera stessa il duca, ancora infuriato per lo smacco subito all'hotel, riceve la visita di Lampourde e resta allibito ed incredulo nello scoprire la strana e particolare etica del sicario, venuto da lui per restituire l'anticipo ricevuto e tessere le lodi dell'abilità di Sigognac come spadaccino e per ritirarsi da quel momento da ogni attività contro il barone ed i suoi amici. 
Il fatto che Sigognac avesse sconfitto uno spadaccino di professione rendeva meno avvilente la sconfitta che il duca aveva subito nel precedente duello, per cui questi decide di desistere dai tentativi di assassinarlo e di concentrarsi invece sul rapimento d'Isabella. 

### Cap.15 - L'opera di Malartic
Il successo della compagnia teatrale è sempre più grande e già si parla di organizzare una recita per il re, quando ad Erode si presenta l'azzimato maggiordomo del conte di Pommereuil, con la richiesta che la compagnia si rechi al castello del conte per una rappresentazione. Come anticipo del compenso egli porta una buona cifra. Erode non ci pensa due volte ed accetta, il maggiordomo si era congedato dicendo che il mattino successivo avrebbe inviato un lacchè per accompagnarli al castello.
Mentre percorrono una strada isolata, Sigognac ed Isabella, che camminano ad una certa distanza dal carro, incrociano un mendicante cieco guidato da un cencioso ragazzino. Impietositi, i due si avvicinano per fare l'elemosina ma improvvisamente il cieco scatta imprigionando Sigognac col suo mantello, quindi, aiutato dal ragazzino, cattura Isabella portandola dietro ad un muretto dove alcuni complici li stanno aspettando. Nonostante il deciso intervento del barone, che si libera prontamente, la caricano su un cavallo e fuggono rapidamente.
Quando gli altri attori arrivano, cercano di seguire le tracce dei fuggitivi ma è tutto inutile. Appare chiaro che i nostri sono caduti in un tranello: il conte di Pommereuil non è mai esistito, il maggiordomo, il lacchè, il cieco ed il ragazzino facevano parte di una diabolica messa in scena dietro alla quale non era difficile intuire l'opera di Vallombrosa. 
Intanto Isabella viene portata in un castello dove è tenuta segregata, in un appartamento lussuoso e con ogni cura. Al piano di sotto Malartic, l'organizzatore della messa in scena, sta brindando alla riuscita del suo piano con i suoi compari, tra cui Agostino, il falso cieco, mentre Chiquita pare stia dormendo su di una panca laterale.

### Cap.16 - Vallombrosa
Isabella esplora il grande appartamento che la ospita, senza trovare alcuna possibilità di fuga. Scesa una scala arriva nell'antro dove i malfattori stanno bagordando, spaventata ritorna velocemente di sopra senza farsi vedere ma, arrivata alla sua camera, con stupore trova Chiquita che la sta aspettando seduta vicino al camino. In breve Chiquita la mette al corrente di tutto ciò che sa: è stata rapita dal Vallombrosa e portata in una sua proprietà, Chiquita aveva partecipato all'impresa perché in questo modo avrebbe potuto ancora essere d'aiuto all'unica persona che l'aveva trattata bene e la cui collana ancora indossava. Ora sarebbe andata ad avvertire il Capitan Fracassa in modo che potesse venire a liberarla. Detto fatto, apre una finestra che dà sul fossato che circonda il castello, ma che ha di fronte una grande quercia, dopo aver lanciato una corda con un uncino fino ad un ramo, lo raggiunge con abilità e scompare nella notte.
Isabella, rimasta sola, dorme un sonno agitato e al mattino riceve la visita del duca che ancora una volta cerca di conquistarla con parole suadenti e ricchi doni, ma Isabella lo congeda rapidamente dicendo che l'unico dono che potrebbe accettare è quello di essere lasciata libera.
Nel pomeriggio Chiquita ritorna, sempre passando dall'albero alla finestra e le comunica di aver trovato Sigognac e gli amici che la cercavano, ora erano nascosti in un boschetto vicino e, appena calate le tenebre, avrebbero tentato di liberarla.
La sera però Vallombrosa si ripresenta da Isabella cercando nuovamente di convincerla ad amarlo, ma la giovane, ancora una volta gli dice di essere innamorata di Sigognac e che piuttosto che cedere alle sue lusinghe, preferirebbe morire, estraendo il coltello che Chiquita le aveva lasciato, pronta a suicidarsi se il duca avesse tentato di abusare di lei. Ma Vallombrosa con un balzo riesce a disarmarla e la immobilizza tra le sue braccia, quando improvvisamente la finestra viene sfondata dalla caduta dell'albero utilizzato da Chiquita, che Sigognac e compagni hanno segato in modo che si trasformasse in un ponte per raggiungere la stanza della prigioniera. Le guardie all'esterno, spaventate dal rumore iniziano a sparare alla notte. Vallombrosa è paralizzato dallo stupore. Chiquita, ricomparsa come per magia, prende per mano Isabella e la fa nascondere dietro ad un mobile. L'assalto è iniziato!

### Cap.17 - L'anello d'ametista
Malartic, con tre sgherri, accorre prontamente nella stanza per dar aiuto al duca, ed ordina agli altri quattro di uscire dal castello per prendere alle spalle gli attaccanti. Sigognac, spalleggiato da Scapino e Lampourde, riesce in breve ad avere la meglio ed a disarmare i quattro, ma nel frattempo Vallombrosa è riuscito a trascinare Isabella in un'altra stanza, sprangandosi dentro; non si è però accorto che anche Chiquita è riuscita ad introdursi nella camera.
All'esterno, intanto Erode è riuscito a bloccare uno degli uomini del duca, ma poi si è dovuto nascondere, e gli altri hanno fatto cadere l'albero utilizzato da Sigognac e compagni, tagliando loro la via di fuga. La situazione sembra critica per il barone ed i suoi che non riescono ad aprire la porta e non possono uscire da dov'erano arrivati, quando la porta sembra aprirsi da sola. Non è magia bensì Chiquita che ha atteso un attimo di disattenzione del duca. Sigognac si butta all'attacco, ingaggiando un furioso duello con Vallombrosa, mentre Scapino e Lampourde si occupano di bloccare gli uomini del duca che erano accorsi nel frattempo. Sigognac non ci mette molto a raggiungere l'avversario con una stoccata che lo trafigge all'altezza della scapola. Visto cadere il loro capo anche gli altri uomini cessano le ostilità. Isabella è svenuta, e mentre si cerca di prestarle soccorso, compare sulla scena un anziano signore accompagnato da quattro valletti. È il principe di Vallombrosa, padre del duca, che saputo delle intenzioni del figlio si era affrettato al castello per fermarlo. Vedendo Isabella esanime, pensa di essere arrivato troppo tardi, ma poi la sua attenzione viene attirata da un anello che la giovane porta al dito, egli lo riconosce come un dono fatto una ventina di anni prima a Cornelia, un'attrice con cui aveva avuto una relazione e che poi era fuggita e nonostante le ricerche, il principe non era mai più riuscito a ritrovare. Finalmente Isabella torna in sé e racconta che quell'anello era l'unica eredità che la madre, che era proprio Cornelia, le aveva lasciato. Le due storie combaciano, è evidente che Isabella è proprio figlia del principe e quindi il duca oltre che di sequestro e stupro si stava per macchiare anche di incesto. Inorridito e sdegnato il principe maledice il figlio, che nel mentre è comparso sorretto da un valletto. Ma quando lo vede accasciarsi morente, dimentica tutto ed ordina di soccorrerlo e di chiamare un medico. Quindi ordina a tutti di abbandonare il castello, lasciandolo solo coi due figli.
Sulla strada del ritorno Sigognac, parlando con Erode, fa un bilancio della sua situazione: se Isabella non voleva saperne del suo amore prima, ora che le ha ammazzato il fratello le sue speranze sono azzerate, la possibilità di riuscire a far sì che il re possa raddrizzare le sorti del suo casato è tramontata, la sua carriera di attore ora non ha più senso, visto che nella compagnia non c'è più Isabella. Non gli resta che tornare al suo castello e riprendere la misera vita d'un tempo.

### Cap.18 - In famiglia
In realtà il duca non era morto, nonostante la gravità della ferita, grazie alla sua forte fibra ed all'aiuto dell'abile dottor Laurent. In breve, il giovane si riprende e comincia una lunga convalescenza, amorevolmente accudito da Isabella, ora divenuta contessa di Lineuil. Tra i due si è cementato un forte legame, ed il duca le propone di prender marito scegliendo tra alcuni dei suoi amici, ma la giovane rifiuta costantemente.
Dopo qualche mese, quando ha ripreso la capacità di cavalcare, il duca annuncia al padre e alla sorella che deve partire per un viaggio, tenendoli però all'oscuro sia della meta che dello scopo.

### Cap.19 - Ortiche e tele di ragno
Sigognac, tornato al suo castello, accolto con gioia sia da Pietro che dagli animali, ha ripreso la triste vita d'un tempo. Un giorno, con sua grande meraviglia, riceve la visita del duca che lui pensava morto e sepolto; questi gli comunica di aver interceduto per lui a corte, e di essere riuscito a farlo nominare capitano dei moschettieri e prossimo governatore di una provincia. Ora che ha riconquistato una posizione adatta al suo lignaggio, Sigognac potrà richiedere la mano di Isabella, contessa di Lineuil.
L'indomani i due ripartono per Parigi.

### Cap.20 - Dichiarazione d'amore di Chiquita
In piazza de Greves, a Parigi, si sta per eseguire una condanna a morte; tra il pubblico presente vi sono Sigognac ed il duca in una carrozza. 
Quando la carretta col condannato compare si scopre che il malcapitato è il bandito Agostino, ma prima che il boia potesse legarlo alla ruota che gli avrebbe stritolato le ossa, Chiquita con un balzo salta sul patibolo e accoltella il suo amato, uccidendolo per non farlo soffrire. Mentre le guardie vengono intralciate nell'inseguimento da Lampourde e dai suoi amici, Chiquita fugge e riesce a rifugiarsi sulla carrozza di Vallombrosa che immediatamente parte al galoppo.
Giunti al palazzo, Chiquita viene nominata cameriera privata di Isabella.

### Cap.21 - Imene, oh Imeneo!
Ora che Isabella è divenuta nobile, che Sigognac ha riconquistato il giusto posto nella società e che Vallombrosa è ora il suo migliore amico, più nulla impedisce che il sogno d'amore dei due giovani si possa realizzare ed i due si sposano con la benedizione del principe.

### Cap.22 - Il castello della felicità. Epilogo.
Dopo il matrimonio, Isabella, senza far trapelare nulla a Sigognac, fa restaurare il castello del barone, riportandolo all'antico splendore. La sorpresa di Sigognac è grande quando tornano a visitare il castello, dopo qualche mese, e scopre la novità. Per festeggiare viene organizzato un sontuoso banchetto, ma il gatto Belzebù, non abituato a tanto cibo, muore per l'indigestione. Sigognac decide di dargli una degna sepoltura nel parco del castello, ma quando si scava la fossa si scopre un antico forziere, pieno di monete e pietre preziose, che un antenato del barone aveva nascosto secoli prima e di cui si era persa la memoria. Ora Sigognac ha tutto: l'amore, una posizione e la ricchezza.

## Finale originale
Gautier ha narrato che sarebbe stata sua intenzione far finire il romanzo in modo drammatico: dopo il duello, Sigognac ritorna affranto al suo castello, senza speranze scende nella cripta dove sono sepolti i suoi avi, per suicidarsi e riposare eternamente con loro.
Ma, su richiesta dell'editore, che evidentemente conosceva i gusti del pubblico, e su consiglio della moglie, aveva poi dovuto optare per il lieto fine.

## Adattamenti cinematografici
- Capitan Fracassa (Le Capitaine Fracasse), regia di Victorin-Hippolyte Jasset (1909)
- Capitan Fracassa, regia di Ernesto Maria Pasquali (1909)
- Capitan Fracassa, regia di Mario Caserini (1919)
- Capitan Fracassa, regia di Duilio Coletti (1940)
- La maschera sul cuore (Le Capitaine Fracasse), regia di Abel Gance (1943)
- Capitan Fracassa, regia di Pierre Gaspard-Huit (1961)
- Il viaggio di Capitan Fracassa, regia di Ettore Scola (1990)

## Adattamenti televisivi
- Capitan Fracassa - miniserie televisiva diretto da Anton Giulio Majano (1958)